# Đức Hòa Thượng
Đức Hòa Thượng là một xã thuộc huyện Đức Hòa, tỉnh Long An, Việt Nam.

## Địa lý
Xã Đức Hòa Thượng có vị trí địa lý:
- Phía đông giáp các xã Mỹ Hạnh Bắc và Mỹ Hạnh Nam
- Phía tây giáp xã Hòa Khánh Đông
- Phía nam giáp thị trấn Đức Hòa và xã Đức Hòa Đông
- Phía bắc giáp xã Đức Lập Hạ.

Xã có diện tích 22,25 km², dân số năm 1999 là 11.963 người, mật độ dân số đạt 538 người/km².

## Hành chính
Xã Đức Hòa Thượng được chia thành 6 ấp: Nhơn Hòa 1, Nhơn Hòa 2, Hậu Hòa 1, Hậu Hòa 2, Bình Hữu 1, Bình Hữu 2.

## Lịch sử
Xã Đức Hòa Thượng được thành lập vào ngày 24 tháng 3 năm 1979 từ một phần diện tích và dân số của xã Đức Hòa cũ.